# 横浜オリンピック構想

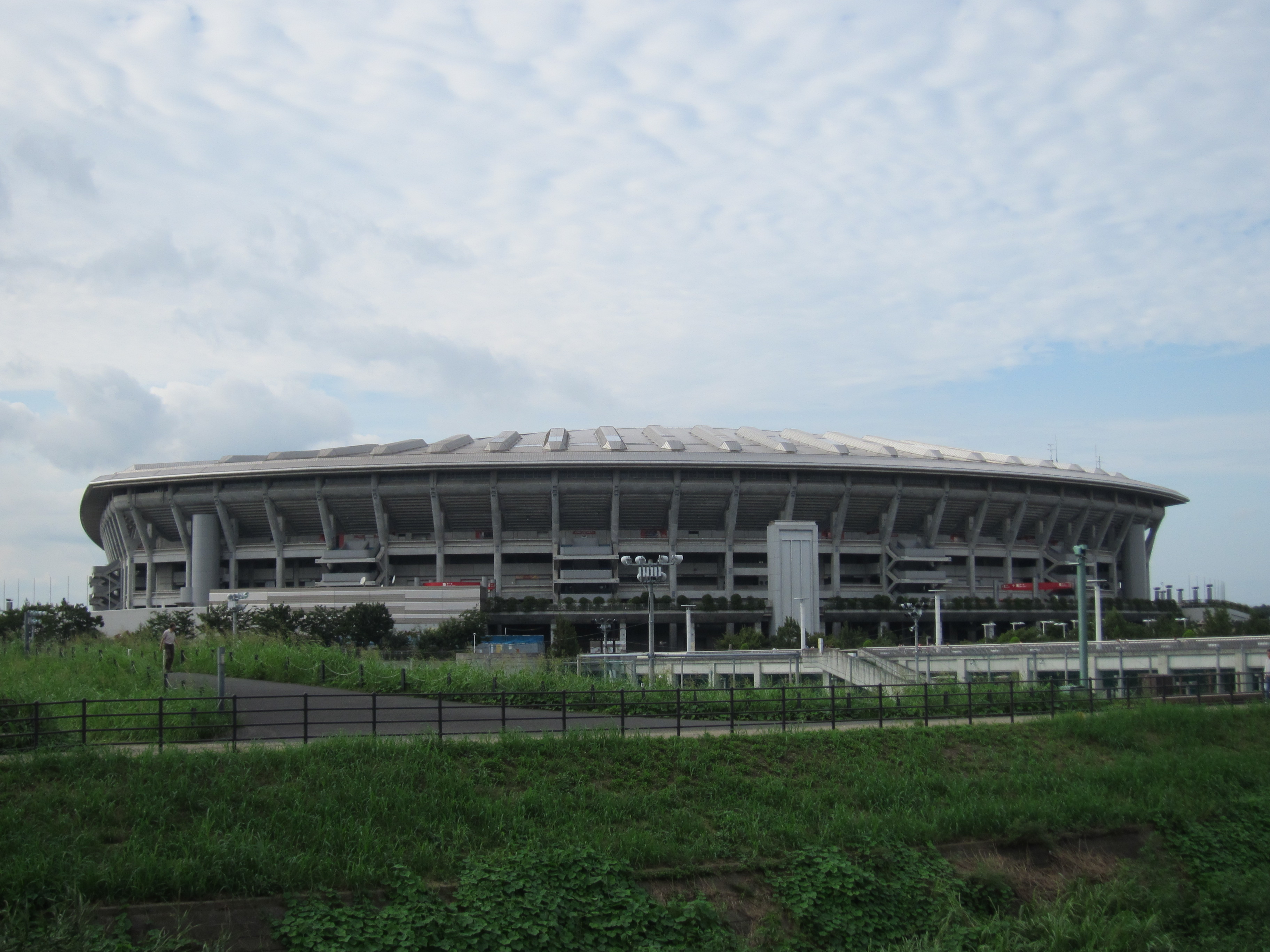
メインスタジアムとなる予定であった横浜国際総合競技場

横浜オリンピック構想（よこはまオリンピックこうそう）は、2008年夏季オリンピックの開催を神奈川県横浜市で目指していた構想。1997年の日本オリンピック委員会（JOC）総会での決選投票により、日本からの立候補都市は大阪市（大阪オリンピック構想）に決定し、開催は実現しなかった。

## 立候補の経緯
時の横浜市長・高秀秀信が1996年春に市の幹部会議で発案したのが発端である。1992年バルセロナオリンピックの開催効果で、スペインのバルセロナが国際会議開催件数を前年より30件以上増やしたことを模範として、オリンピック開催によって横浜の名前を世界に発信し、国際会議やイベントをパシフィコ横浜などに誘致し、支店経済都市からの脱却や日本国外からの企業誘致の契機とすることを目論んでいた。
2008年にオリンピックを誘致することで、翌2009年の横浜開港150周年の記念事業の一環とすることも考えられていた。

## 大会の概要
- 予定日を2008年10月10日から10月26日とし、横浜市北部、港北区の横浜国際総合競技場をメインスタジアムと想定していた[4]。オリンピックより先にパラリンピックを開会するという案もあった[2][4]。
- 横浜市を中心にしながら、関東地方の1都6県と山梨県に38会場を整備する広域開催として、開催費用を抑える構想を持っていた。
- みなとみらい地区には運営本部、プレスセンター、選手村などの大会機能を集中させる予定になっていた。

## 関連年表
- 1990年3月 - 横浜市が港北区に1998年（平成10年）秋季国体のメインスタジアム建設を決定
- 1994年1月 - 横浜国際総合競技場が着工
- 1996年10月22日 - 高秀秀信横浜市長（当時）がオリンピック開催都市への立候補を表明
- 1996年12月 - 横浜市が2002 FIFAワールドカップ開催都市に決定
- 1997年3月21日 - 横浜市議会でオリンピック開催都市立候補決議を採択
- 1997年8月13日 - JOCでの国内立候補都市選考で、決選投票の結果大阪に敗れる（17対29）
- 1997年10月 - 横浜国際総合競技場が竣工（開場は1998年3月）
- 1998年10月 - 横浜国際総合競技場をメインスタジアムとして神奈川県内各地で「かながわ・ゆめ国体」を開催
- 2002年6月30日 - 横浜国際総合競技場で2002 FIFAワールドカップ・決勝戦を開催

## 招致失敗の原因
- 北関東まで会場が分散する超広域開催（最遠は選手村から142 km離れた今市市丸山公園〔栃木県今市市、現・日光市〕[5]）に対しての不安が払拭できなかった[2]。JOC立候補資料検討委員会による1997年6月の現地調査の時点で「広域開催なんてだれも支持しない。最初から勝負はついている。」と語る委員がおり、委員長の八木祐四郎も「難しい提案」とコメントしていた[2]。会場として浮上した市町村の多くが、本気で招致活動に取り組まなかったこともマイナスに働いた[6]。
- 「金を使わないオリンピック」を招致段階でも徹底した結果、招致費用で大阪市に大差を付けられた（横浜市は1.6億円、大阪市は18億円）[2]。
- 2002 FIFAワールドカップ開催が決定した直後の横浜市では、市役所の招致活動主導権が強すぎたことも重なり、市民の関心を引きつけきれず、財界などの民間団体まで広く組織化した大阪とは好対照となった[7]。招致を目指す市民組織も役所主導で結成されたが、一般市民の認知度は低く、既存の市民組織との連携も取れていなかった[7]。高秀市長は、招致をめぐる横浜市民と大阪市民の盛り上がりを「ベイスターズとタイガースのファンの差のようなもの」と語った[7]。

## その後
- 招致を担当した横浜市役所の五輪招致担当は1997年9月1日に廃止され、12月1日付でコンベンション都市推進担当に衣替えした[8]。
- 国体での使用だけなら3万人、ワールドカップ開催を考慮しても4万人程度の収容能力で十分だったにもかかわらず、実際は7万人の巨大スタジアムになった事で、横浜市は建設費と維持費の負担が巨額になった。
- 浮島競技場（川崎市）や横浜市武道館、宇都宮市総合運動公園のように、競技予定会場としてリストアップされながら実現しなかった施設もある。
- 東京が2020年夏季オリンピックの招致に成功し（2020年夏季オリンピックの開催地選考も参照）、横浜国際総合競技場がサッカー、横浜スタジアムが野球・ソフトボールの競技会場の一部となり、新型コロナウイルス感染拡大による1年延期を経て、横浜でもオリンピック競技が開催された。